# ハラーの聖母
『ハラーの聖母』（ハラーのせいぼ、英: Haller Madonna）は、ドイツ・ルネサンス期の巨匠アルブレヒト・デューラーが1496-1499年頃に板上に油彩で制作した絵画である。ニュルンベルクの名門ハラー家の所有であったことから「ハラーの聖母」として知られている。作品は様々な所有者を経て、1950年にサミュエル・ヘンリー・クレスに購入され、氏のコレクションとともに1952年に米国のワシントン・ナショナル・ギャラリーに寄贈された。

## 概要
この聖母子像は、デューラー初期の作品の中でイタリア絵画の影響が最もはっきりと表れている作品である。本作は、1934年までイタリア・ヴェネツィア派の巨匠ジョヴァンニ・ベッリーニに帰属されていた歴史を持つ。実際、青い衣に覆われた聖母マリア、その胸の前に立つ幼児イエス・キリスト、青、赤、緑といった色彩の取り合わせは、デューラーが1494-1495年のヴェネツィア滞在期に大きな影響を受けたであろうジョヴァンニ・ベッリーニの聖母像を想起させる。
1505-1507年にデューラーは2度目のイタリア滞在をしているが、1506年に彼は、友人のヴィリバルト・ピルクハイマー (Willibald Pirckheimer) に宛てた手紙で、ジョヴァンニ・ベッリーニから「自身 (デューラー) が非常に高く称賛され・・・自身の絵画を所望された」と書き、また「彼 (ジョヴァンニ・ベッリーニ) は年老いているが、あらゆる画家のうちで最高である」と称賛している。
デューラーのジョヴァンニ・ベッリーニへの称賛を表している本作は、しかし、本質的に北方的な作品である。場面を室内に設定した上で窓越しに戸外の風景を見せる構図は本来、初期フランドル派絵画に多く見られるものであり、また画面両下隅にあるハラー家の紋章盾のモティーフも、この時代のイタリア絵画には現れないものである。さらに情景の捉え方やクッションのモティーフには、マルティン・ショーンガウアーの銅版画『オウムのいる聖母子』からの影響も指摘されている。
本作の制作年については、イタリア絵画の影響の強いこと、本作と最も近い情景設定を示す作品が1498年のデューラーの『自画像』 (プラド美術館) であることを考えあわせ、1498年頃と想定するのが妥当であろう。なお、本作の裏面には『ソドムを去るロットとその家族』 が描かれている。

## 関連作品

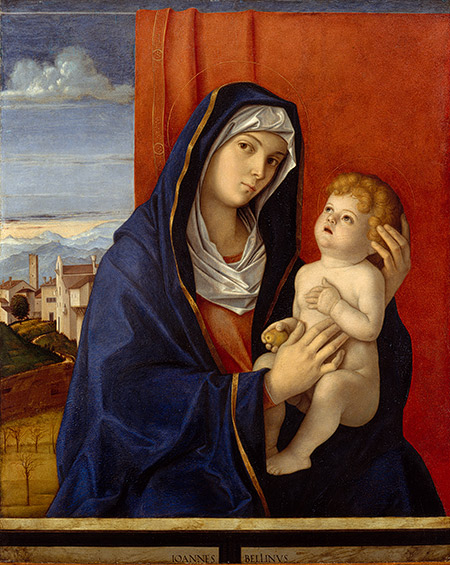
ジョヴァンニ・ベッリーニ『聖母子（1480年代後半）メトロポリタン美術館 (ニューヨーク)
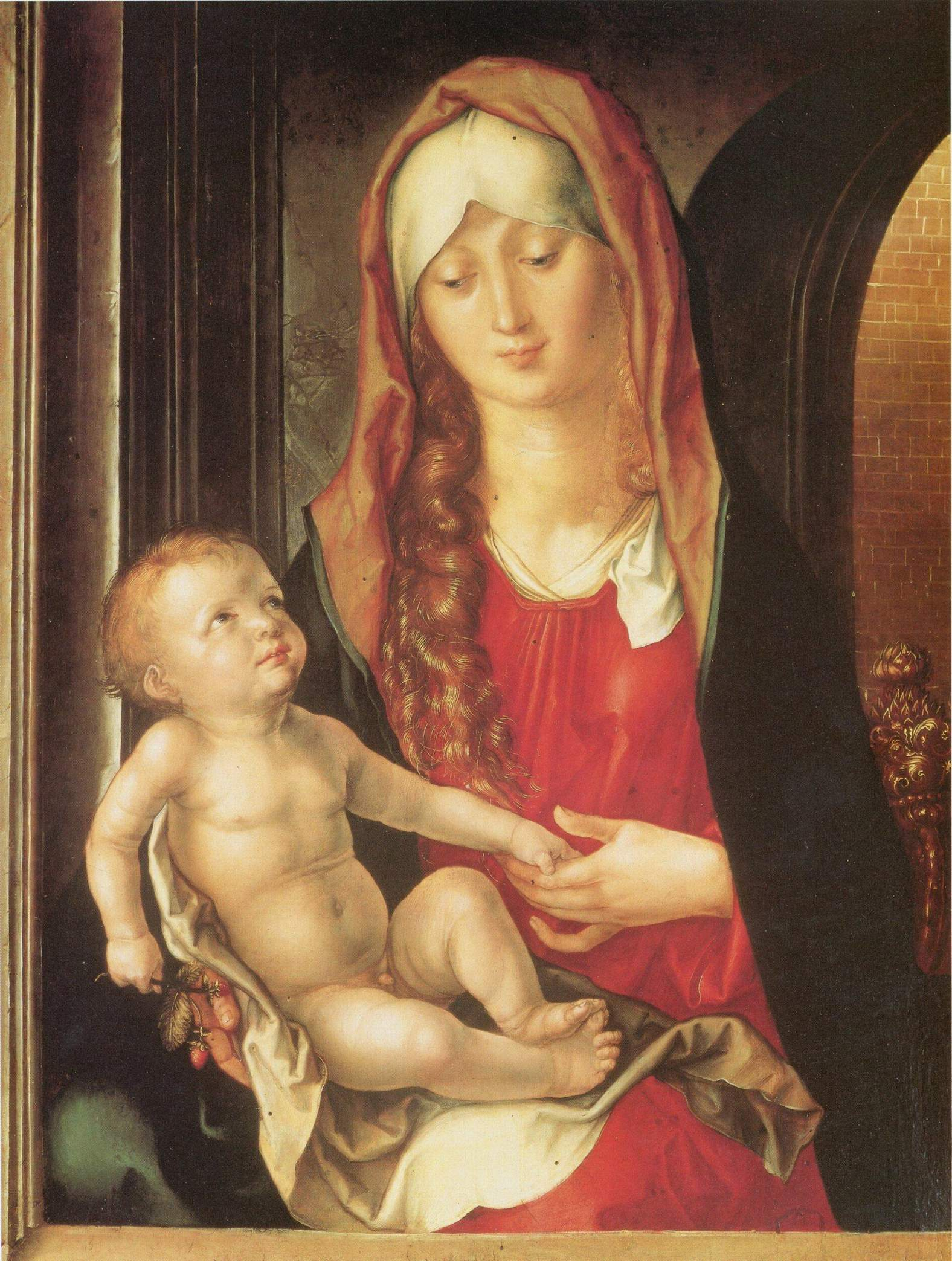
アルブレヒト・デューラー『バーニャカヴァッロの聖母』(1495年) マニャーニ・ロッカ財団（英語版） (パルマ)
アルブレヒト・デューラー『自画像』（1498年）プラド美術館 (マドリード)
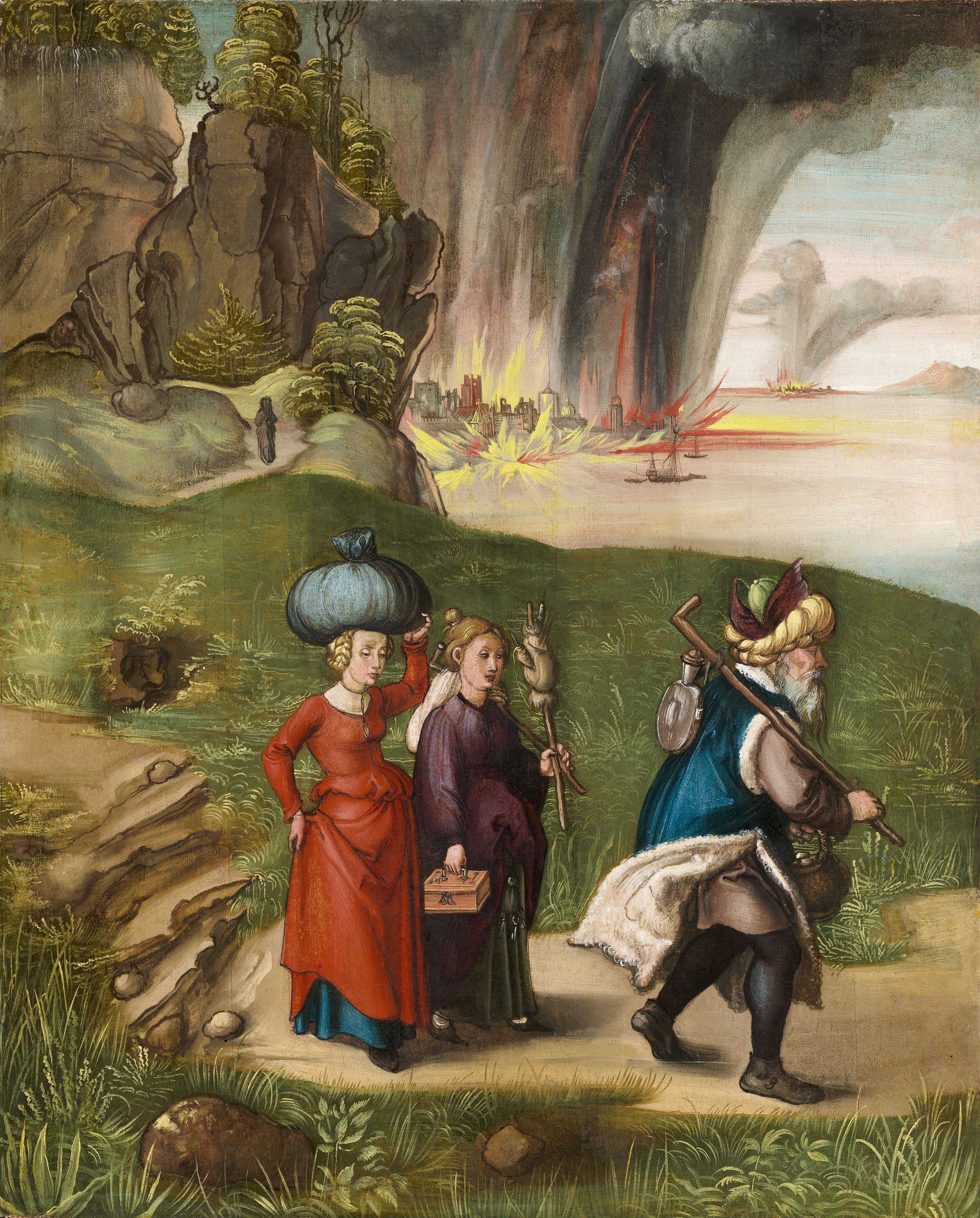
アルブレヒト・デューラー『ソドムを去るロットとその家族』（1498年）ナショナル・ギャラリー (ワシントン)